# Nyolcpettyes virágbogár
A nyolcpettyes virágbogár (Gnorimus variabilis) a ganajtúrófélék családjába tartozó, Európában honos, hegyvidéki lombos erdőkben élő bogárfaj.

## Megjelenése
A nyolcpettyes virágbogár testhossza 18-22 mm. Színe egyöntetűen fénylő fekete. A sűrűn, ráncoltan pontozott szárnyfedők középtáján szabálytalan négyszög alakban négy-négy (ritkán öt) kis sárga folt található, amelyek közül a két hátulsó kissé nagyobb. A szárnyfedők szögletesek, felső "vállai" kissé kiugróak, kb. középtájon a legszélesebbek. Szemei nagyok és erősen kidomborodnak. Csápjai lemezes szerkezetűek, tíz szelvényből állnak, felépítésükben nincs különbség a nemek között. Fejpajzsa erősen kimetszett; finoman, ráncoltan pontozott. A durva pontozású előtoron csak hátul látszik hosszanti középbarázda, hátulsó szögleteiben kis sárga foltocska látszik. Potroha vége kinyúlik a szárnyfedők alól. Farfedője igen finoman recézett és ráncolt, kétoldalt a töve közelében egy-egy kerekded és a sarkokban egy-egy hosszúkás sárgás folttal. Lábaik hosszúak és erőteljesek. Testük alul sárgán szőrözött, a hímek esetében jóval erősebben. 
Latin neve ellenére nem különösebben változékony, ritkán szárnyfedőiről a sárga foltok részben vagy teljesen hiányozhatnak. 

## Elterjedése
Európai faj, elterjedési területe a Brit-szigetektől Oroszország európai részéig, Dél-Svédországtól Görögországig terjed. A 20. században jelentősen megritkult, ma már csak Közép- és Dél-Európában mondható helyenként gyakorinak. Magyarországon ritka, a hegyvidékeken vannak elszigetelt állományai. 

## Életmódja
Hűvös, nedves, sűrű, öreg lomberdők lakója. Az imágók májustól augusztusig aktívak. Nappali életmódot folytat, ideje nagy részét a korhadékban vagy a kéreg alatt tölti, napsütéses időben a fatörzseken sütkérezik vagy a bodza és ernyősvirágúak virágain eszegeti a nektárt és a pollent. Tavasz végén vagy nyár elején párzanak, a nőstények feromonokkal hívják magukhoz a hímeket. Petéiket egyesével rakják az erősen korhadó, nyirkos fába (többnyire tölgy, bükk vagy szelídgesztenye, de más fajok is). Egy nőstény akár ötven petét is lerakhat. Lárvája pajorszerű, C-alakú, színe halványszürke, amely a végén idővel megsötétedik, feje halványbarna. A lárva két (ritkán három) évig a korhadó faanyaggal táplálkozik. Év elején bebábozódik és tavasszal előbújik az imágó, amely csak a melegebb idő beköszöntével válik aktívvá. Mesterséges körülmények között a magas páratartalom és 25 C°-os hőmérséklet volt optimális a lárva fejlődéséhez. 
Magyarországon védett, természetvédelmi értéke 50 000 Ft.

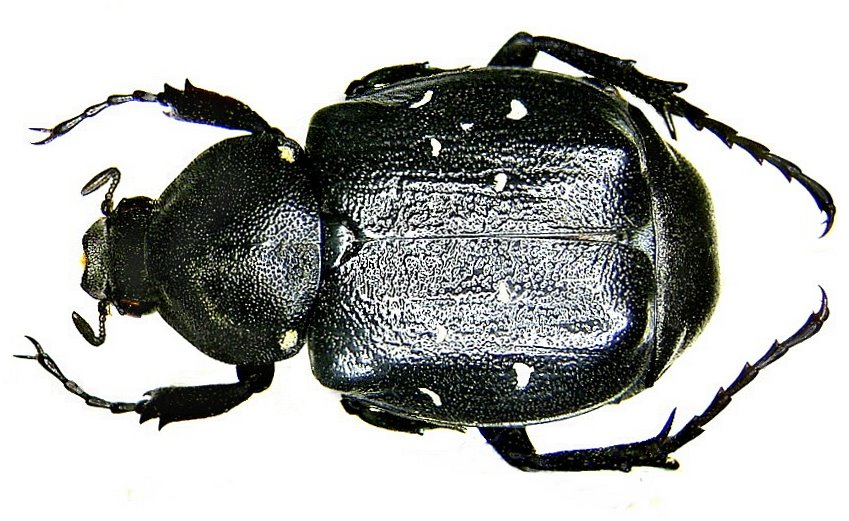
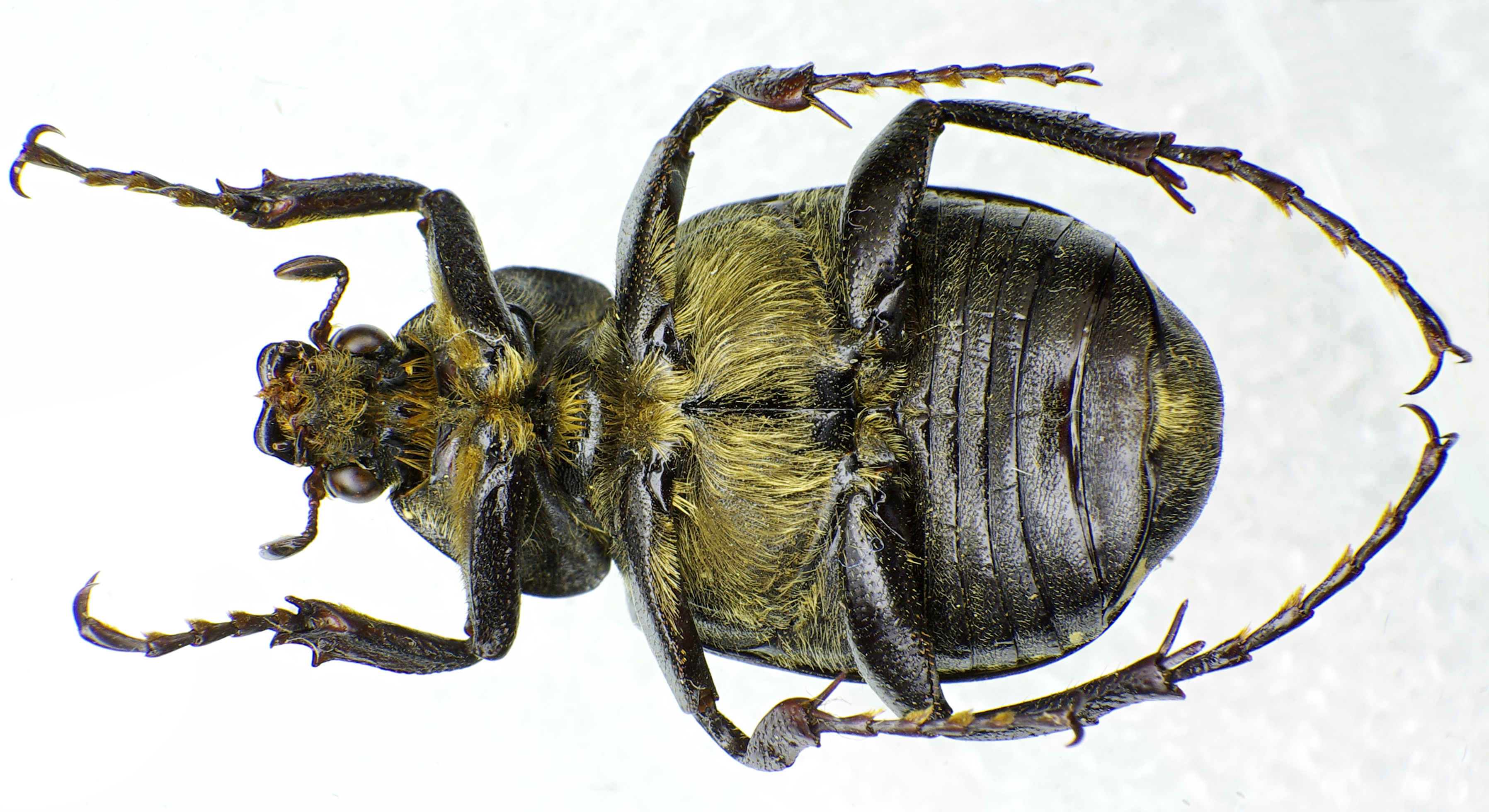
Hím alulról
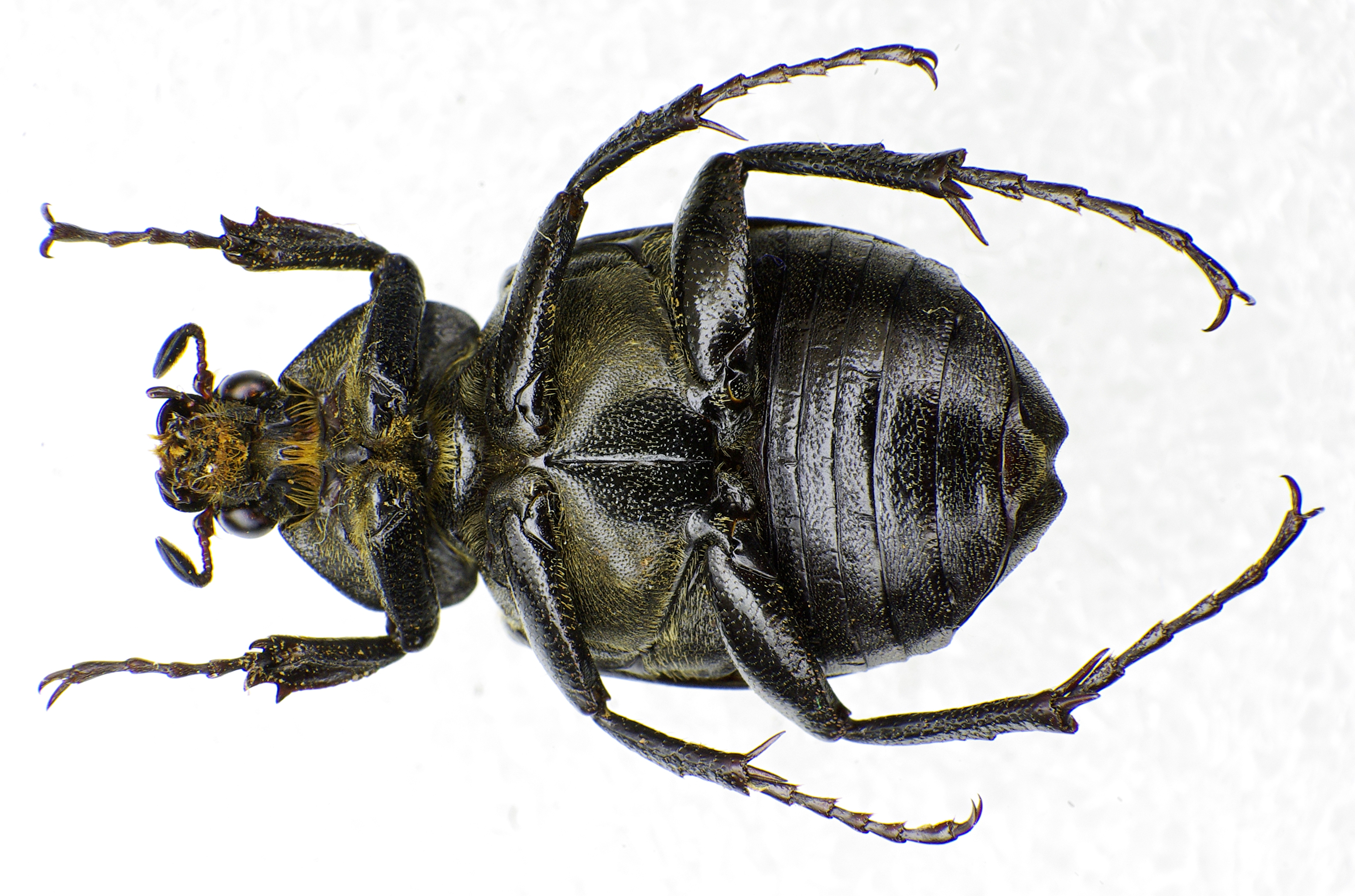
Nőstény alulról
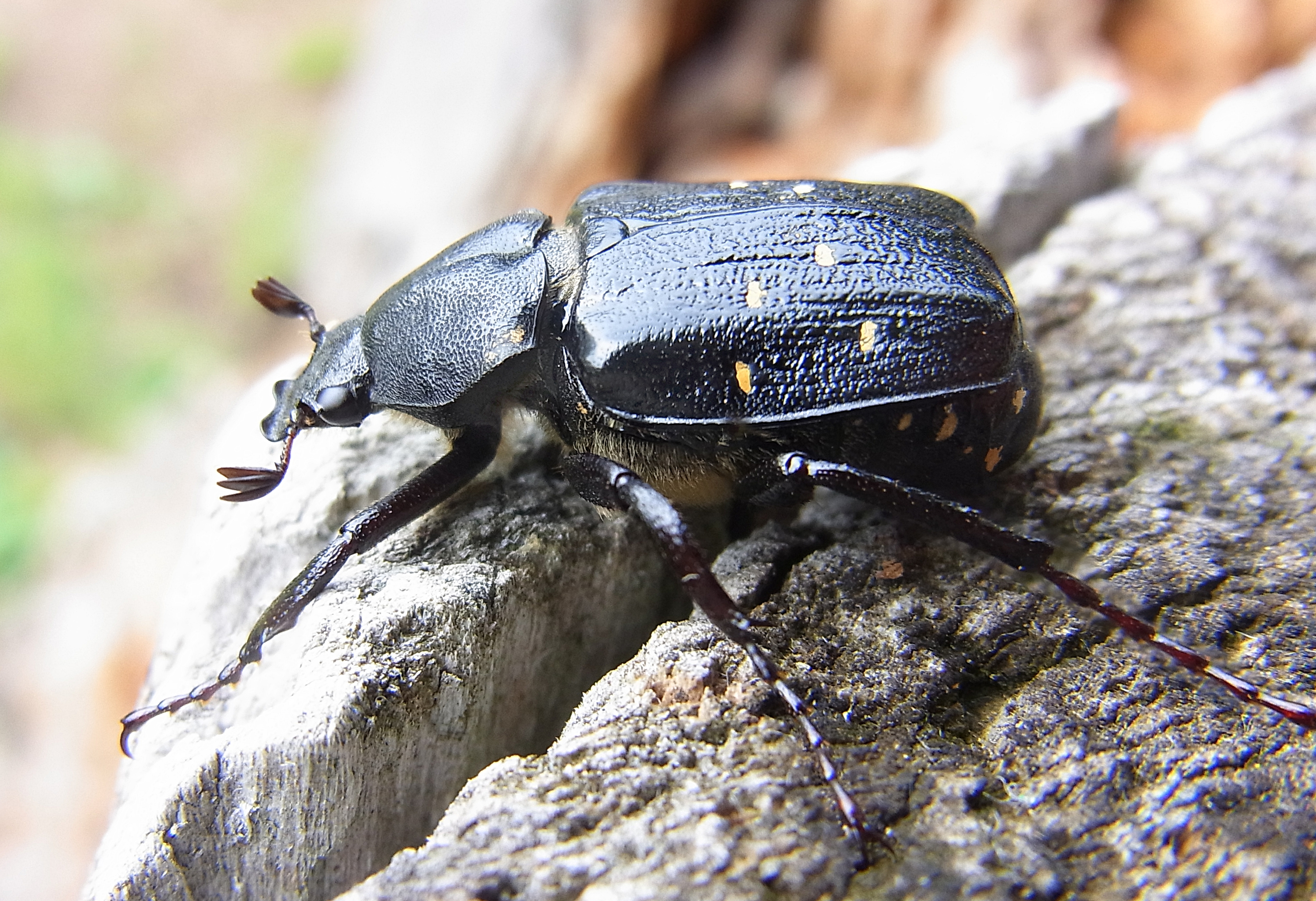